# Bellesserre
Bellesserre (em occitano:  Bèrasèrra) é uma comuna francesa na região administrativa da Occitânia, no departamento do Alto Garona. Estende-se por uma área de 3.39 km², com 108 habitantes, segundo o censo de 2018, com uma densidade de 32 hab/km².